# Alf Segersäll
Alf Segersall (Virsbo, 16 maart 1956) is een voormalig Zweeds wielrenner.

## Belangrijkste overwinningen
1977
- Eindklassement Flèche du Sud
- Zweeds kampioen op de weg, Elite

1978
- Eindklassement Flèche du Sud

1979
- Eindklassement Baby Giro

1980
- 4e etappe Ronde van Sardinië

1981
- Trofeo Matteotti
- 4e etappe Ronde van Romandië

1982
- 2e etappe Ronde van Puglië
- 3e etappe Ronde van Puglië
- Eindklassement Ronde van Puglië
- 3e etappe Ronde van Zweden
- Eindklassement Ruota d'Oro

1983
- 12e etappe Ronde van Italië

## Resultaten in voornaamste wedstrijden
| Jaar | Ronde van Italië | Ronde van Frankrijk | Ronde van Spanje |
| ---- | ---------------- | ------------------- | ---------------- |
| 1981 | 58e              |                     |                  |
| 1982 | 66e              |                     |                  |
| 1983 | 78e (1)          |                     |                  |
| 1984 | 74e              |                     |                  |
| 1985 | opgave           |                     |                  |

| Jaar | Luik-Bast.‑Luik | Ronde van Lombardije | Waalse Pijl |  | WK op de weg |
| ---- | --------------- | -------------------- | ----------- |  | ------------ |
| 1981 |                 |                      | 119e        |  | 44e          |
| 1982 | 36e             |                      | 54e         |  |              |
| 1983 |                 |                      | 61e         |  |              |
| 1984 |                 | 55e                  |             |  |              |
| 1985 | 61e             |                      | 60e         |  |              |